# Campeonato Pan-Pacífico de Clubes 2008
El Campeonato Pan-Pacífico de Clubes de 2008 fue la primera edición de dicho torneo, tuvo lugar en Honolulu, Hawái. En el torneo participaron Los Ángeles Galaxy (invitado), Houston Dynamo, Sidney FC y el Gamba Osaka, siendo este último el campeón.
Originalmente, en lugar de Los Ángeles Galaxy se pensaba invitar a Pachuca, campeón de la Superliga, pero ante la negativa de los mexicanos se invitó a Los Ángeles Galaxy.
Todos los partidos se jugaron en Aloha Stadium, en Honolulu, Hawái.

## Partidos
|  | Semifinales        | Semifinales    |   |                    | Final         | Final         |  |
|  | 20 de febrero      | 20 de febrero  |   |                    | 23 de febrero | 23 de febrero |  |
|  |                    |                |   |                    |               |               |  |
|  | 20 de febrero      |                |   |                    |               |               |  |
|  | Gamba Osaka        | 1              |   |                    |               |               |  |
|  | Los Angeles Galaxy | 0              |   |                    |               |               |  |
|  |                    |                |   |                    |               |               |  |
|  |                    |                |   |                    | 23 de febrero |               |  |
|  |                    |                |   |                    | Gamba Osaka   | 6             |  |
|  |                    | Houston Dynamo | 1 |                    |               |               |  |
|  |                    |                |   |                    |               |               |  |
|  |                    |                |   |                    |               |               |  |
|  |                    |                |   |                    | Tercer lugar  |               |  |
|  | 20 de febrero      | 20 de febrero  |   | 23 de febrero      | 23 de febrero |               |  |
|  | Houston Dynamo     | 3              |   | Los Angeles Galaxy | 2             |               |  |
|  | Sydney             | 0              |   |                    | Sydney        | 1             |  |

### Semifinales
| 20 de febrero de 2008, 18:00 | Gamba Osaka | 1:0 (1:0) | Los Ángeles Galaxy | Aloha Stadium, Hawái                                         |                                                              |
|                              | Baré 3'     |           |                    | Asistencia: 15.128 espectadores Árbitro(s): Baldomero Toledo | Asistencia: 15.128 espectadores Árbitro(s): Baldomero Toledo |

| 20 de febrero de 2008, 20:30 | Houston Dynamo                                | 3:0 (3:0) | Sydney | Aloha Stadium, Hawái                                  |                                                       |
|                              | De Rosario 28' · Holden 29' · Wondolowski 43' |           |        | Asistencia: 15.128 espectadores Árbitro(s): Álex Prus | Asistencia: 15.128 espectadores Árbitro(s): Álex Prus |

### Tercer lugar
| 23 de febrero de 2008, 18:00 | Los Ángeles Galaxy    | 2:1 (2:1) | Sydney     | Aloha Stadium, Hawái                                   |                                                        |
|                              | Allen 3' · Tudela 45' |           | Renaud 42' | Asistencia: 23.087 espectadores Árbitro(s): Brian Hall | Asistencia: 23.087 espectadores Árbitro(s): Brian Hall |

### Final
| 23 de febrero de 2008, 20:30 | Gamba Osaka                                        | 6:1 (2:1) | Houston Dynamo | Aloha Stadium, Hawái                                    |                                                         |
|                              | Baré 13', 25', 59', 71' · Lucas 62' · Yamazaki 77' |           | Clark 10'      | Asistencia: 23.087 espectadores Árbitro(s): Kevin Stott | Asistencia: 23.087 espectadores Árbitro(s): Kevin Stott |

## Campeón
| Japón               |
| Campeón Gamba Osaka |
| 1° título           |

## Goleadores
| Jugador           | Equipo             | Goles |
| ----------------- | ------------------ | ----- |
| Baré              | Gamba Osaka        | 5     |
| Ely Allen         | Los Angeles Galaxy | 1     |
| Dwayne De Rosario | Houston Dynamo     | 1     |
| Stuart Holden     | Houston Dynamo     | 1     |
| Brendan Renaud    | Sydney             | 1     |
| Lucas Severino    | Gamba Osaka        | 1     |
| Josh Tudela       | Los Angeles Galaxy | 1     |
| Chris Wondolowski | Houston Dynamo     | 1     |
| Masato Yamazaki   | Gamba Osaka        | 1     |

| Predecesor: - | Campeonato Pan-Pacífico de Clubes 2008 | Sucesor: 2009 |

- Datos: Q2038531